# Hoffmann Richárd (labdarúgó)
Hoffmann Richárd (Budapest, 1978. november 17. –) magyar labdarúgó.
Profi labdarúgó pályafutását a Kispesti Honvéd egyesületnél kezdte, ahol 8 éves korától igazolt játékos volt, és többszörös korosztályos válogatott is. Innen kettős játékengedéllyel a Budafokhoz került (miközben a Honvéd juniorbajnokságában is eredményesen szerepelt), de anyaegyesületéhez visszatérve nem igazán kapott szerepet a pályán, így a Budapest Honvéd FC együttese kétszer is kölcsönadta (Soroksár és Érd). Majd Budapesten maradt és a BVSC Budapest csapatát erősítette, ahol a legendás atyai jó barát Simon Tibor keze alatt sokat fejlődött, de visszavágyott az NB I-be, így a Békéscsaba 1912 Előre gárdájához szerződött és a csapat a  segítségével az első évében felkerült az első osztályba. De  mivel a csapat egy-két év után likviditási gondokkal küzdött, így eligazolt a Fehérvár FC.-hoz.Miután ott 1/2 évig szinte  nem is foglalkoztatták, az NB II-be, a Dunaújváros csapatához igazolt, ahol ismét magára talált, de úgy nézett ki, hogy megszűnik a futball a Duna parti csapatnál, így Vecsésre igazolt.